# Котельникова, Марина Валериевна
Мари́на Вале́риевна Коте́льникова (12 августа 1991, п. Майкор, Юсьвинский район, Пермская область, РФ) — российский спортсмен-пауэрлифтер.

## Биография
В 2009 году окончила Майкорскую среднюю школу. Высшее образование получила в Пермском университете по специальностям общая физика (2014) и экономическая безопасность (2017).
С 2014 года и по настоящее время работает на пермском заводе «Машиностроитель».
С 2014 года — мастер спорта, с 2018 — член сборной России по пауэрлифтингу.
Многократный чемпион России (2013, 2018, 2019, 2019, 2020, 2020, 2021), абсолютный победитель кубка России среди женщин (2019), серебряный призёр чемпионата Европы (2019), чемпион Европы (2021), серебряный призёр чемпионата мира (2021) по классическому жиму штанги лёжа (2021).
С 2009 года тренируется под руководством М. М. Хаина; уже в 2011 (первое место на кубке Пермского края) и 2013 (первое место по России среди студентов вузов) году были одержаны значимые победы. К чемпионату Европы в Люксембурге (2019) М. М. Хаин готовил её совместно с тренером И. И. Корнейчуком.